# 调号

G大调 / E小调是在谱号后面跟着一个升号。

调号（德語：Vorzeichen）是五线谱记谱法中写在谱号后面的变音记号，亦即标记在谱号后面的升、降号。
調号用来标注需要升高或者降低的音符，并且一个升降号会影响同一行谱表中所有同音名的音符，所以不用在相同音名的不同线上都标记出升降号。
每个大调和小调的乐曲中都会按照调号标记的方式来升高或降低每个音符，然而也有特殊情况，例如一些巴洛克作品，或是一些在传统的民歌曲调。

## 产生

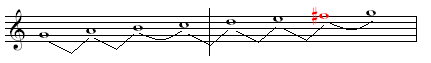
G大调的音程图

调号的产生和音阶的结构有着紧密的关系，例如C大調音阶中相邻的音的全音、半音关系与高低谱号表线上的C、D、E、F、G、A、B、C各音的音高一一对应，所以以C为主音的大調音阶是不需要升降号的，亦即与钢琴上白键的排列完全吻合。
以C大調音阶上的属音（G）为新的主音，为符合大音阶的结构规律，则必须升高F音，然后把F音上的升号移到谱号后面，即产生了一个升调的调以及这个调（G大调）的調號。依此方法，若以G大調音阶上的属音做為主音可以得到D大調音阶。
理論上，一段音樂可以用任何調號記譜，但不適當選取調號會使譜面出現過多不必要的变音记号而難以閱讀。下面兩張圖分別是用C大調和B大調的調號下的B大調音階：

## 調號一覽

### 表格

四个谱表中调号升降号出现位置

| 調號     | 大調  | 小調  |
| -------- | ----- | ----- |
| 無升降號 | C大調 | A小調 |

| 調號    | 增加的♯                       | 大調   | 小調   | 調號    | 增加的♭                       | 大調   | 小調   |
| ------- | ----------------------------- | ------ | ------ | ------- | ----------------------------- | ------ | ------ |
| 1個升號 | F♯                            | G大調  | E小調  | 1個降號 | B♭                            | F大調  | D小調  |
| 2個升號 | F♯、C♯                        | D大調  | B小調  | 2個降號 | B♭、E♭                        | B♭大調 | G小調  |
| 3個升號 | F♯、C♯、 G♯                   | A大調  | F♯小調 | 3個降號 | B♭、E♭、 A♭                   | E♭大調 | C小調  |
| 4個升號 | F♯、C♯、 G♯、D♯               | E大調  | C♯小調 | 4個降號 | B♭、E♭、 A♭、D♭               | A♭大調 | F小調  |
| 5個升號 | F♯、C♯、 G♯、D♯、 A♯          | B大調  | G♯小調 | 5個降號 | B♭、E♭、 A♭、D♭、 G♭          | D♭大調 | B♭小調 |
| 6個升號 | F♯、C♯、 G♯、D♯、 A♯、E♯      | F♯大調 | D♯小調 | 6個降號 | B♭、E♭、 A♭、D♭、 G♭、C♭      | G♭大調 | E♭小調 |
| 7個升號 | F♯、C♯、 G♯、D♯、 A♯、E♯、 B♯ | C♯大調 | A♯小調 | 7個降號 | B♭、E♭、 A♭、D♭、 G♭、C♭、 F♭ | C♭大調 | A♭小調 |